# Acis nicaeensis
Nivéole de Nice
Genre
Espèce
Classification APG III (2009)
Acis nicaeensis, la Nivéole de Nice ou Acis de Nice, anciennement nommée Nivéole d’hiver, est une espèce de plantes à fleurs de la famille des Liliaceae selon la classification classique. La classification phylogénétique la place dans la famille des Amaryllidaceae (ou optionnellement dans celle des Alliaceae). Elle est endémique de la Riviera française (Est de Nice jusqu'aux confins de la Riviera italienne) et fleurit au printemps.

## Caractéristiques

### Appareil végétatif
A. nicaeensis est une plante herbacée pouvant atteindre des hauteurs variables selon les sources[Lesquelles ?] de 5 à 10 centimètres ou 20-40 cm sans savoir si ces variations sont dues à la nature des lieux où elles s'installent.
Les feuilles sont glabres, simples et basales. Elles sont linéaires avec un bord entier.
Les racines sont de petits bulbes ovoïdes.

### Appareil reproductif
La floraison a lieu en mars. Les plantes présentent des fleurs en forme de cloche de couleur blanche. Les fleurs s'organisent en ombelle et sont orientées tête inclinée vers le bas.
Les plantes produisent des capsules de déhiscence loculicide.

## Distribution et habitat
A. nicaeensis est une endémique de la Riviera française (Est de Nice jusqu'aux confins de la Riviera italienne), où trente-six populations sont actuellement recensées. On la rencontre jusqu’à 1 000 m d’altitude. C’est une plante vivace, à feuilles très étroites et rabattues, et à fleurs d’un blanc pur, solitaires, parfois par deux, qui s’épanouissent en mars-avril. Sa population étant sur le déclin depuis les années 50, elle est classée « espèce en danger » depuis 2011.

## Culture
A. nicaeensis comme A. autumnalis, moyennement rustiques, requièrent pour prospérer un emplacement chaud et abrité dans la rocaille sur sols frais au substrat limono-sableux, leurs feuilles, présentes presque toute l’année, peuvent supporter des températures jusqu'à −18 °C, mais souffrir du gel intense. Il faut se procurer ces espèces chez des producteurs spécialisés.

## Dénominations
Ce taxon porte en français les noms vernaculaires ou normalisés suivants : Nivéole de Nice,,, Acis de Nice,, Nivéole d'hiver.

## Systématique
Le nom correct complet (avec auteur) de ce taxon est Acis nicaeensis (Ardoino (d)) Lledó (d), A.P.Davis (d) & M.B.Crespo (d).
L'espèce a été initialement classée dans le genre Leucojum sous le basionyme Leucojum nicaeense Ardoino.
Acis nicaeensis a pour synonymes :
- Acis hiemalis M.Roem.
- Leucojum nicaeense Ardoino
- Ruminia nicaeensis (Ardoino) Jord. & Fourr.